# Acacia multijuga
Acacia multijuga é uma espécie de leguminosa do gênero Acacia, pertencente à família Fabaceae.